# George Mourad
George Mourad (în arabă جورج مراد; n. 18 septembrie 1982) este un fotbalist asirian care evoluează la clubul Örgryte IS pe postul de atacant.